# Cisco Aguilar
Francisco Aguilar (Tucson, Siglo XX) es un abogado y político estadounidense. Miembro del Partido Demócrata, se desempeña como Secretario de Estado de Nevada desde 2023.

## Biografía

### Primeros años
Nacido en una familia de ascendencia mexicana, lleva el nombre de su abuelo materno Francisco, líder sindical de mineros en Arizona. Obtuvo su licenciatura en artes, maestría en administración de empresas y juris doctor por la Universidad de Arizona.

### Carrera
Trabajó como asistente legal para el líder de la mayoría del Senado de Estados Unidos, Harry Reid. Sirvió durante ocho años en la Comisión Atlética del Estado de Nevada, incluidos dos años como presidente. También sirvió como asesor especial de James E. Rogers, rector del Sistema de Educación Superior de Nevada. También dirigió Agassi Graf, una empresa de gestión de las estrellas del tenis Andre Agassi y Steffi Graf.
Es miembro de la Junta Directiva de Las Vegas Bowl, Sletten Construction Company Fulfilment Fund Las Vegas y la Junta Directiva de la Fundación de la Universidad de Arizona. Es miembro fundador de la junta directiva del Innocence Center of Nevada. Es el presidente de la junta directiva de Cristo Rey St. Viator, una preparatoria católica ubicada en North Las Vegas que atiende principalmente a estudiantes de familias vulenrables.
Trabaja para De Castroverde Law Group como abogado y es propietario de Blueprint Sports, LLC, una empresa de tecnología deportiva.

#### Secretario de Estado de Nevada
La actual secretaria de estado republicana de Nevada, Barbara Cegavske, no pudo buscar la reelección en 2022 debido a leyes estrictas de límite absoluto de mandato vitalicio. Aguilar anunció su candidatura para sucederla en las elecciones de Nevada de 2022. No tuvo oposición en las elecciones primarias del Partido Demócrata. En las elecciones generales, se enfrentó al candidato republicano Jim Marchant, un negacionista electoral que creía que las elecciones de 2020 le habían sido robadas al expresidente estadounidense Donald Trump.
Aguilar derrotó a Marchant en las elecciones generales del 8 de noviembre. Es el primer secretario de estado de Nevada de origen latino. Aguilar ha manifestado su apoyo a una propuesta legislativa para convertir el acoso a los trabajadores de campaña en un delito grave.